# Schweizer Fussballnationalmannschaft (U-16-Junioren)
Die Schweizer U-16-Fussballnationalmannschaft wird vom Schweizerischen Fussballverband organisiert und vertritt die Schweiz als Auswahlmannschaft in der U-16-Altersklasse. Spielberechtigt sind Spieler, die ihr 16. Lebensjahr noch nicht vollendet haben und die Schweizer Staatsbürgerschaft besitzen, bei Einladungsturnieren kann hiervon gegebenenfalls abgewichen werden. 

## Hintergrund und Geschichte
Derzeit wird in der U-16-Altersklasse kein offizielles Turnier mehr seitens der FIFA organisiert. Seit einer Pilotphase 2012 werden seitens der UEFA sog. „Entwicklungsturniere“ veranstaltet, die jedoch nicht den Charakter einer europaweiten Meisterschaft haben. Vielmehr steht hier die Sichtung von Nachwuchstalenten und der Austausch mit anderen Verbänden im Vordergrund. 
Bis zur Anhebung des Altersniveaus 1989 um ein Jahr nahm die U-16-Nationalmannschaft an der Qualifikation für den entsprechenden FIFA-Weltmeisterschaftswettbewerb teil, seither tritt die Schweizer U-17-Juniorenauswahl an. Der U-16-Auswahl blieb dabei jeweils eine Endrundenteilnahme verwehrt. Bis zur analogen Anhebung für die entsprechende Europameisterschaft im Jahr 2001 trat die U-16-Nationalelf ab 1982 in der Qualifikation an und erreichte acht Mal eine Endrunde, darunter bei der U-16-EM 1991 als Gasrgeber. Größter Erfolg war das Erreichen des Semifinals bei der U-16-EM 1997, im Spiel um den dritten Platz ging die Partie gegen Deutschland mit 1:3 verloren.

## Teilnahme an U-16-Weltmeisterschaften
(Seit 1991 U-17-Weltmeisterschaft)
| 1985 | nicht qualifiziert |
| 1987 | nicht qualifiziert |
| 1989 | nicht qualifiziert |

## Teilnahme an U-16-Europameisterschaften
(Seit 2002 U-17-Europameisterschaft)
| 1982 | nicht qualifiziert |
| 1984 | nicht qualifiziert |
| 1985 | nicht qualifiziert |
| 1986 | nicht qualifiziert |
| 1987 | nicht qualifiziert |
| 1988 | nicht qualifiziert |
| 1989 | Vorrunde           |
| 1990 | nicht qualifiziert |
| 1991 | Vorrunde           |
| 1992 | nicht qualifiziert |
| 1993 | Viertelfinal       |
| 1994 | Vorrunde           |
| 1995 | nicht qualifiziert |
| 1996 | Vorrunde           |
| 1997 | 4. Platz           |
| 1998 | nicht qualifiziert |
| 1999 | Vorrunde           |
| 2000 | nicht qualifiziert |
| 2001 | Vorrunde           |